# Куроян, Акоп Арамович
Ако́п Ара́мович Куроя́н (арм. Հակոբ Արամի Կուռոյան (Կուրոյան); 1910—1980) — армянский советский организатор и передовик сельскохозяйственного производства. Герой Социалистического Труда (1951). Участник Великой Отечественной войны.

## Биография
Акоп Арамович Куроян родился в 1910 году в городе Ново-Баязет Эриванской губернии Российской империи (ныне город Гавар в Гехаркуникской области Республики Армения). С детства Акоп Куроян занимался батрачеством, помогая своему отцу в обеспечении многочисленной семьи. Трудовое положение Курояна было сравнительно улучшено в 1924 году, когда был организован батрачком (батраческий комитет) и он стал членом союза батраков.
В 1929 году Акоп Куроян был устроен на работу в Закавказском кожевенном тресте в качестве рабочего. Проявив себя с лучшей стороны, в 1931 году Куроян был назначен заведующим Мартунийским отделением треста. Вскоре он был призван в ряды Рабоче-крестьянской Красной армии для прохождения военной службы. После демобилизации Куроян вернулся в город Нор-Баязет Нор-Баязетского района Армянской ССР и был назначен на должность заведующего Нор-Баязетским районным отделением Закавказского кожевенного треста. Вступив в ряды ВКП(б)/КПСС, с 1938 года Куроян был на партийной работе: в 1938—1939 годах он занимал должность инструктора Нор-Баязетского районного комитета Коммунистической партии Армении, а в 1939—1941 годах был заместителем заведующего отделом кадров Нор-Баязетского райкома.
В 1941 году Акоп Куроян был назначен на должность председателя правления колхоза имени Батика Нор-Баязетского района Армянской ССР с целью исправления работы колхоза. Под его руководством были укомплектованы полеводческие бригады и фермы колхоза, была улучшена организация работы. К 1942 году в колхозе успешно выполнялись планы сдачи государству сельскохозяйственной продукции.
С началом Великой Отечественной войны, 14 декабря 1942 года Акоп Куроян был призван в ряды Рабоче-крестьянской Красной армии. С января 1943 года Куроян служил во 22-й армии: был командиром батареи 123-го гвардейского стрелкового полка 43-й гвардейской стрелковой дивизии. Из-за полученного в бою ранения был направлен в госпиталь, после выздоровления вновь был в строю. С мая 1944 года старший лейтенант Куроян участвовал в боевых действиях на 2-м Прибалтийском фронте. 26 августа 1944 года в районе Резекненского уезда Латвийской ССР, при наступлении советских войск, батарея, руководимая Курояном, поддерживала наступление двух батальонов. Немецкие войска, снабжённые танками, большим количеством миномётов и артиллерии неоднократно переходили в контратаку. В ходе боевых действий батареи Курояна была уничтожена живая сила противника и взяты в плен семь немецких солдата. В результате план контратаки немецких войск был сорван. При наступлении 21 сентября Куроян был ранен в третий раз. За проявленную отвагу и храбрость Куроян был награждён медалью «За боевые заслуги».
После демобилизации Акоп Куроян бновь был назначен председателем правления колхоза имени Батика Нор-Баязетского района Армянской ССР. В этот период для выполнения взятых обязательств перед государством и финансирования культурно-бытовых предприятий колхоз нуждался в средствах. Для повышения денежных средств по решению председателя Курояна в колхозе было начато выращивание доходной сельскохозяйственной культуры — табака. В конце декабря 1947 года, когда тысячи овец колхоза находились в горах, там началась сильная снежная буря, в результате чего пастухи вместе с животными оказались под толстым слоем снега. В течение ночи Куроян лично спас пастухов, также без значительных потерь удалось спасти животных. К 1950 году под руководством Курояна в колхозе на общей территории 12 гектаров был собран рекордный урожай табака сорта «Самсун» — 30,6 центнера с каждого гектара.
Указом Президиума Верховного Совета СССР от 3 июля 1951 года за получение в 1950 году высоких урожаев табака на поливных землях и достижение высоких показателей на уборке и обмолоте зерновых культур и семян трав Акопу Арамовичу Курояну было присвоено звание Героя Социалистического Труда с вручением ордена Ленина и золотой медали «Серп и Молот».
В том же 1951 году по собственному желанию Акоп Куроян был направлен для получения образования в Республиканскую школу председателей колхозов Армянской ССР. Но в 1952 году Курояна направляют в колхоз села Ацарат Нор-Баязетского района Армянской ССР в качестве председателя для повышения продуктивности работы. Не отрываясь от производства Куроян закончил Республиканскую школу председателей колхозов. В 1954 году он вновь становится председателем колхоза имени Батика. В 1958 году на основе колхоза был организован молочно-животноводческий совхоз и Куроян был назначен директором совхоза. Уже к 1959 году в совхозе значительно были перевыполнены намеченные производственные планы. По итогам семилетнего плана труды Акопа Курояна были отмечены вторым орденом Ленина.
Акоп Арамович Куроян также вёл активную общественную работу. Он избирался депутатом Верховного Совета Армянской ССР V созыва. Куроян был членом бюро областного комитета имени Камо Коммунистической партии Армении, неоднократно был делегатом пленумов обкома.
Акоп Арамович Куроян скончался в 1980 году в городе Камо. Похоронен на городском кладбище.

## Награды
- Герой Социалистического Труда (Указ Президиума Верховного Совета СССР от 3 июля 1951 года, орден Ленина и медаль «Серп и Молот») — за получение в 1950 году высоких урожаев табака на поливных землях и достижение высоких показателей на уборке и обмолоте зерновых культур и семян трав[7].
- Орден Ленина (23.06.1966)[7].
- Медаль «За боевые заслуги» (6.11.1947)[4].
- Медаль «За оборону Кавказа»[4].
- Медаль «За победу над Германией в Великой Отечественной войне»[4].

## Комментарии
1. ↑  В наградном листе и Указе Президиума Верховного Совета СССР указано имя Акоб.